# Permorapisma biseriale
Permorapisma biseriale là một loài côn trùng trong họ Permithonidae thuộc bộ Neuroptera. Loài này được Tillyard miêu tả năm 1926.